# HD176560
HD176560 — хімічно пекулярна зоря спектрального класу A2, що має видиму зоряну величину в смузі V приблизно  6,4.
Вона  розташована на відстані близько 379,7 світлових років від Сонця.

## Фізичні характеристики
Зоря HD176560 обертається 
дуже швидко 
навколо своєї осі. Проєкція її екваторіальної швидкості на промінь зору становить  Vsin(i)=154км/сек.